# ألزانو لومباردو
( البرغماسك : Lsà ) ألزانو لومباردو هو مجتمع في مقاطعة بيرغامو ، لومباردي ، شمال إيطاليا .
حصل ألزانو على اللقب الفخري للمدينة بمرسوم رئاسي صادر في 11 مارس 1991. فهي موطن لمتحف سان مارتينو للفنون الدينية وكنيسة سان مارتينو .